# ロバート・マクミラン
ロバート・S・マクミラン (Robert S. McMillan) は、アメリカ合衆国の天文学者。アリゾナ大学の教授であり、小惑星の研究を専門に行うスペースウォッチと呼ばれるプロジェクトの代表者である。
マクミラン率いるスペースウォッチは数多くの小惑星を発見しており、2000年11月28日にはエッジワース＝カイパー・ベルト天体の1つである(20000)ヴァルナを発見した。
マクミランはまた彗星発見者としても知られ、2008年10月19日には208P/マクミラン彗星を、2010年5月12日にはP/2010 J3（マクミラン彗星）を発見している。
小惑星(2289) McMillanは彼の名前にちなんでいる。